# La Malédiction des profondeurs

La Malédiction des profondeurs (Beneath Still Waters) est un film britannico-espagnol réalisé par Brian Yuzna, sorti en 2005.

## Synopsis
Dans une ville qui doit être submergée par les eaux pour cause de construction d'un barrage, deux enfants découvrent une secte satanique et libèrent leur maître. Le maire de la ville piège la secte satanique et par un pacte religieux va condamner les membres de cette secte à être prisonniers sous l'eau. 40 ans plus tard, des évènements étranges vont avoir lieu.

## Fiche technique
- Titre : La Malédiction des profondeurs
- Titre original : Beneath Still Waters
- Réalisation : Brian Yuzna
- Scénario : Mike Hostench et Ángel Sala d'après le livre de Matthew Costello
- Production : Kwesi Dickson, Carlos Fernández, Julio Fernández, Stephen Margolis, Antonia Nava et Brian Yuzna
- Musique : Zacarías M. de la Riva
- Photographie : Johnny Yebra
- Montage : Nicolas Chaudeurge
- Pays d'origine : Espagne - Royaume-Uni
- Format : Couleurs - 1,85:1 - Dolby Digital - 35 mm
- Genre : Horreur
- Durée : 92 minutes
- Date de sortie : 2005

## Distribution
- Omar Muñoz : Luis à l'âge de 10 ans
- Santiago Pasaglia : Teo
- Eva Pont : Membre du culte
- Norberto Morán : Membre du culte
- Patrick Gordon : Mordecai Salas
- Charlotte Salt : Clara Borgia
- Antonio Portillo : Roberto Borgia

## Autour du film
Le film a été entièrement tourné en Espagne.